# Ronald Inglehart
Ronald Inglehart, född 5 september 1934 i Milwaukee, Wisconsin, död 8 maj 2021, var en amerikansk statsvetare och forskare. Han var sedan 1978 verksam vid Universitetet i Michigan i USA. Inglehart var idégivare till World Values Survey.